# بریل واچ

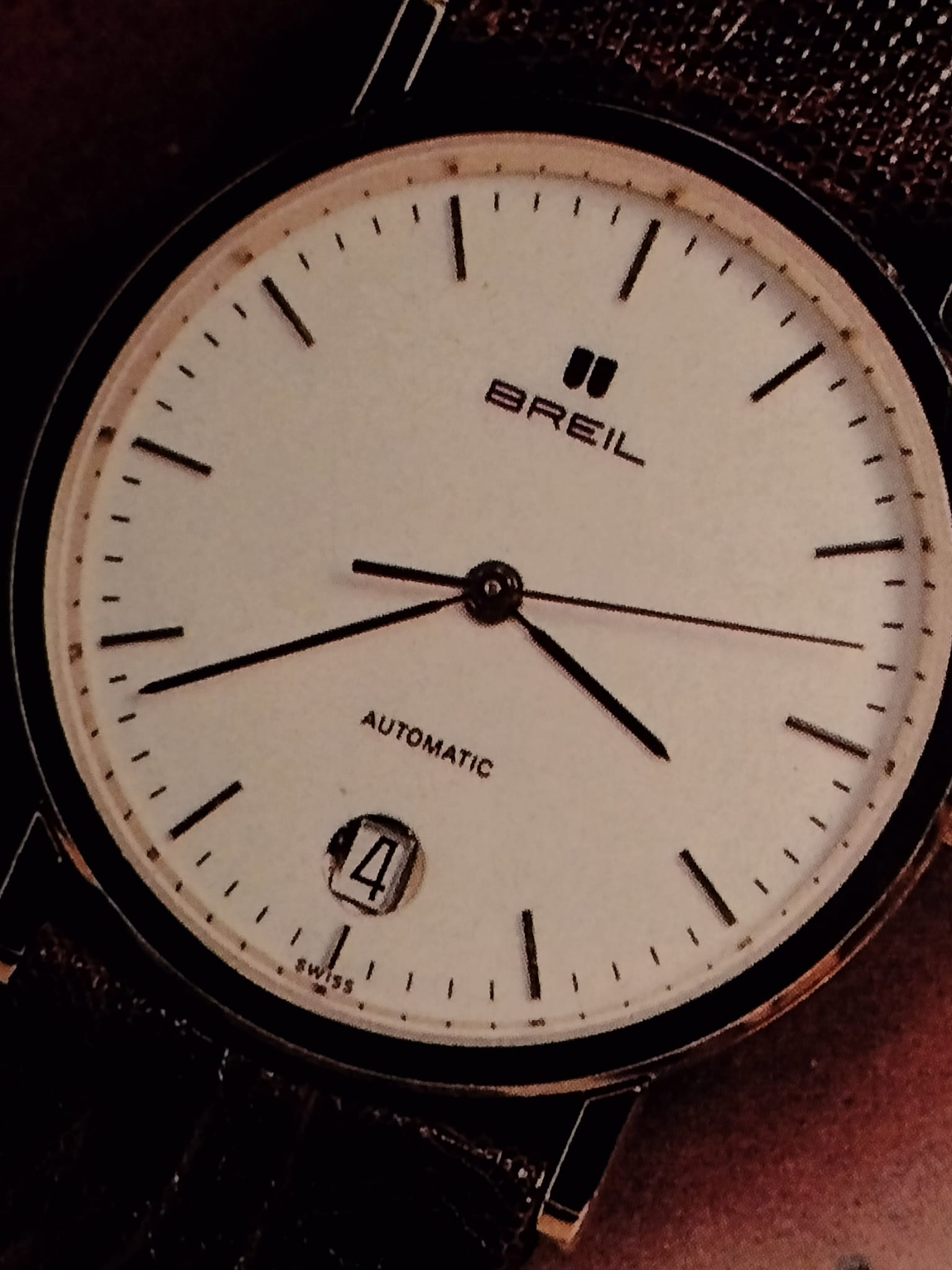
تصویری از یک ساعت قدیمی بریل

بریل واچ (انگلیسی: Breil) شرکت کالای لوکس ایتالیایی است، که در سال ۱۹۳۹ توسط اینوسنته بیندا تأسیس شد.